# Поджо-Сан-Лоренцо
Поджо-Сан-Лоренцо (італ. Poggio San Lorenzo) — муніципалітет в Італії, у регіоні Лаціо, провінція Рієті.
Поджо-Сан-Лоренцо розташоване на відстані близько 50 км на північний схід від Рима, 17 км на південь від Рієті.
Населення — 587 осіб (2014).

## Демографія
Населення за роками:

Станом на 1 січня 2023 року в муніципалітеті офіційно проживали 54 іноземці з 11 країн, серед них 39 громадян країн Євросоюзу та 2 громадяни України.

## Сусідні муніципалітети
- Казапрота
- Фрассо-Сабіно
- Монтелеоне-Сабіно
- Торричелла-ін-Сабіна